# Лось (Новосибирская область)
Лось — упразднённый посёлок в Чулымском районе Новосибирской области. На момент упразднения входил в состав Пеньковского сельсовета. Исключён из учётных данных в 2001 году.

## География
Посёлок располагался на ныне разобранной лесовозной железнодорожной ветке «Кокошино-Пихтовка», в 8 км по прямой к северо-востоку от железнодорожной станции Пенек.

## История
Посёлок был основан в 1939 году, как железнодорожная станция на лесовозной железнодорожной ветке «Кокошино-Пихтовка».
Решением от 30 мая 2001 г. сороковой сессии Новосибирского областного Совета депутатов посёлок исключен из учётных данных.